# Salkımözü
Salkımözü ist ein Dorf (Köy) im Landkreis Pülümür der türkischen Provinz Tunceli. Im Jahr 2011 lebten in Salkımözü 49 Menschen.